# Maurice-René-Pierre Parvy
Maurice-René-Pierre Parvy, francoski general, * 1883, † 1956.